# نیومارکت، سافک
longitudeنیومارکت، سافکlatitudeنیومارکت، سافک
نیومارکت (به انگلیسی: Newmarket) شهرکی در ناحیه شرق انگلستان است.
این شهرک که در شهرستان سافک قرار دارد در سال ۲۰۱۱ میلادی ۲۰٬۳۸۴ نفر جمعیت داشته است، نیومارکت در ۱۰۵ کیلومتری شهر لندن قرار دارد و یکی از مراکز اصلی مسابقات سوارکاری در انگلستان است.

## شهرهای خواهرخوانده
- لکسینگتون، کنتاکی, کنتاکی, ایالات متحده آمریکا
- مزون لفیت, فرانسه
- لی مسنیل-لی-روی, فرانسه